# 蘭嶼椒草
蘭嶼椒草（学名：Peperomia rubrivenosa）为胡椒科椒草屬下的一个种。

## 扩展阅读
- 維基物種上的相關：蘭嶼椒草